# 松浦漬
松浦漬（まつうらづけ）は、佐賀県の郷土料理である。
鯨の上顎付近の軟骨であるかぶら骨を刻み、水にさらして脂を抜いたのちに酒粕に漬けた、唐津市呼子名産の珍味。有限会社松浦漬本舗で製造されており、同社サイトによると、平凡社の百科事典作成の際に日本珍味五種の一つとして挙げられたという。

## 歴史
明治初期までの日本では、鯨は食用だけでなく、工業原料としても利用されてきた。鯨の骨や髭は工芸品や道具に加工され、鯨油は燃料、農薬、洗剤などに活用された。しかし、上顎の歯を支える軟骨部分は加工できず、味も無かったため捨てられていた。そこで130年前、山下家の女将ツルが軟骨を酒粕につけることを考案した。

## 企業としての松浦漬
有限会社松浦漬本舗（まつうらづけほんぽ）は、佐賀県唐津市呼子町に本社・本店を置く日本の食品加工会社である。1892年（明治25年）創業。鯨の軟骨漬「松浦漬」の他、西京漬や海鮮しゅうまいなど海産物の加工食品の製造・販売を行っている。主力商品の松浦漬は、広島県東広島市の酒造メーカーから仕入れた酒粕を使用している。

## 提供番組
- ANNニュースファイナル（九州朝日放送）
- 朝日新聞ニュース（KBCラジオ）